# Христос Бравос
Хрѝстос Бра̀вос (на гръцки: Χρήστος Μπράβος) e виден гръцки поет.

## Биография
Бравос е роден в 1948 година в македонския град Дескати, Гърция. От 18-годишна възраст живее в Атина. Следва математика в Патренския университет и работи в Министерството на финансите. Издава самостоятелни сборници с поезия. Умира на 39 години от тежко заболяване. След смъртта му са публикувани много от неговите творби.